# Bahnhof Rehweiler
Der Bahnhof Rehweiler (heute Haltepunkt) ist die Eisenbahnbetriebsstelle der rheinland-pfälzischen Ortsgemeinde Rehweiler. Sie verfügt über ein Bahnsteiggleis. Sie liegt im Verbundgebiet des Verkehrsverbundes Rhein-Neckar (VRN) und gehört zur Tarifzone 772. Die Anschrift lautet Bahnhofstraße 2.
Der Bahnhof wurde am 22. September 1868 als Haltepunkt der Bahnstrecke Landstuhl–Kusel eröffnet. Ab 1. Mai 1904 war er zusätzlich Teil der aus strategischen Gründen erbauten Glantalbahn Homburg–Bad Münster. In diesem Zusammenhang wurde er zum Bahnhof ausgebaut. die strategische Strecke wurde ab den 1960er Jahren schrittweise stillgelegt. Seit Ende der 1980er Jahre ist er – wie bereits von 1868 bis 1904 – nur noch ein Haltepunkt.

## Lage

### Örtliche Lage
Der Haltepunkt befindet sich in der Ortsmitte von Rehweiler unweit des Glans, der etwas östlich annähernd parallel zur Bahnstrecke verläuft. Westlich parallel zum Halt verläuft die Bahnhofstraße. Nördlich von ihm kreuzt die Glanstraße das Gleis. Der Haltepunkt liegt 211,4 Meter über Normalnull zwischen den Bahnstationen Glan-Münchweiler (km 21,8 beziehungsweise 13,9) im Süden und Eisenbach-Matzenbach (km 25,4) im Norden. Die Bahnstation verfügt über Parkplätze und einen barrierefreien Zugang.

### Bahnstrecke
Die Bahnstrecke Landstuhl–Kusel verläuft in diesem Bereich in Süd-Nord-Richtung in einer langgezogenen S-Kurve innerhalb des Glantals. Sie war ursprünglich durchgehend kilometriert. Der damalige Haltepunkt lag demnach beim Streckenkilometer 15,9. Mit Eröffnung der strategischen Bahn wurde beginnend westlich von Scheidt an der Bahnstrecke Mannheim–Saarbrücken eine neue Kilometrierung eingeführt, die über Glan-Münchweiler und Altenglan bis nach Bad Münster verläuft. Dabei lag der Bahnhof bei Streckenkilometer 47,5. Die Glantalbahn erhielt später eine neue Kilometrierung, die ihren Ausgangspunkt in Homburg hatte und die zwischen Glan-Münchweiler und Altenglan bis heute Verwendung findet.

## Geschichte

### Planung, Bau und Eröffnung der Bahnstrecke Landstuhl–Kusel (1860–1870)
Laut einer 1861 in Kusel erschienenen Denkschrift sollte die Bahn in Landstuhl von der Pfälzischen Ludwigsbahn abzweigen und entlang Mohrbach, Glan und Kuselbach über Rehweiler bis nach Kusel führen. In der Denkschrift wurde unter anderem argumentiert, dass ein Bahnbau den eher schlechten wirtschaftlichen und sozialen Verhältnissen der Region entgegenwirke.
Der Bau der 28,7 Kilometer langen Strecke von Landstuhl nach Kusel verlief weitgehend unkompliziert. Die Bauarbeiten am Abschnitt zwischen Glan-Münchweiler und Kusel verzögerten sich, weil nicht genügend Arbeitskräfte angeworben werden konnten. Der erste Güterzug fuhr am 28. August 1868. Am 22. September 1868 wurde der Bahnhof Theisbergstegen mit der Inbetriebnahme der Strecke Landstuhl–Kusel – damals zum Königreich Bayern gehörend – offiziell eröffnet. Die neue Bahnstrecke wurde von der Bevölkerung sehr positiv aufgenommen, da sie die Infrastruktur in der ländlich geprägten Region nordwestlich von Kaiserslautern verbesserte.
Zu diesem Zeitpunkt war die Bahnstation als einzige entlang der Strecke lediglich ein Haltepunkt. Sie verfügte zunächst über ein Stationsgebäude, in dem die Toiletten untergebracht waren, eine Waschküche und einen Stall.

### Pläne einer strategischen Bahn (1868–1904)

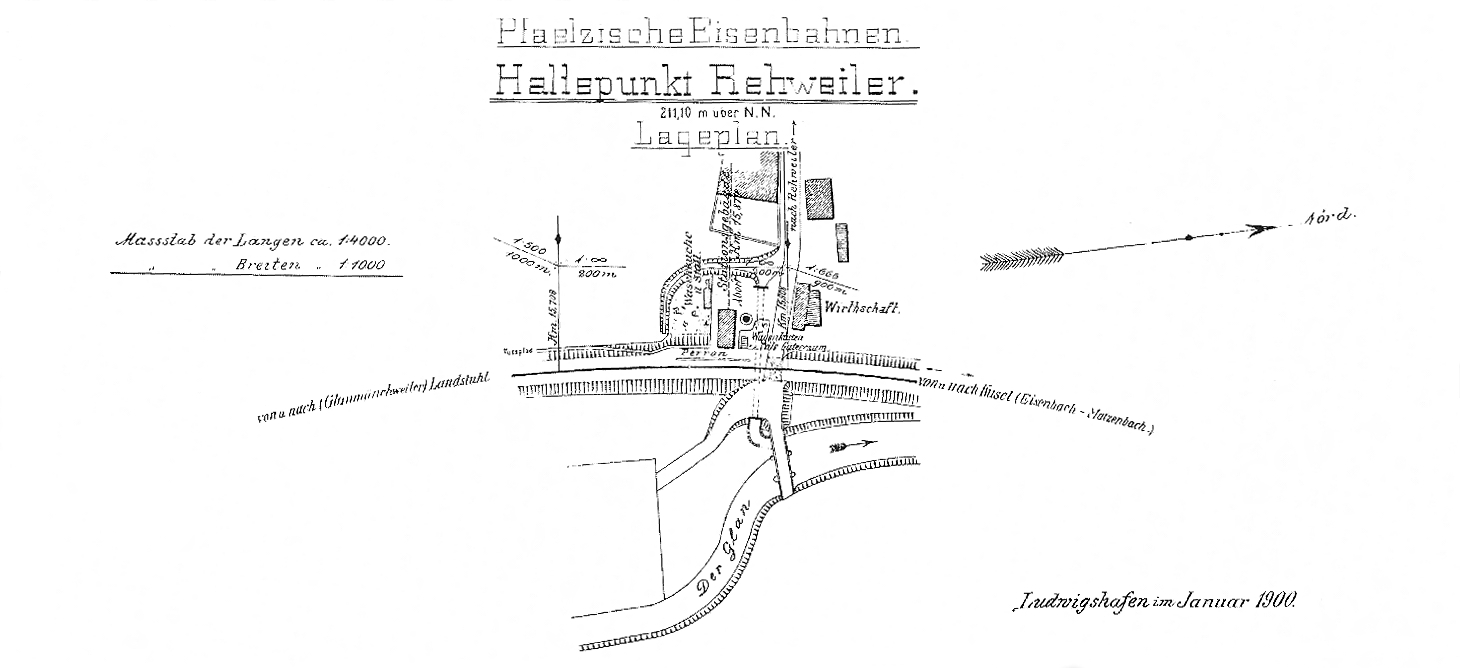
Gleisplan des damaligen Haltepunkts Rehweiler im Jahr 1900

Obwohl eine Bahnstrecke entlang des Glan als Verbindung zwischen dem Saargebiet und der Region um Bingen aus geographischer Perspektive naheliegend gewesen wäre, verhinderte der unregelmäßige Grenzverlauf zwischen Bayern und Preußen im Glantal lange Zeit die Realisierung.
Nach dem Deutsch-Französischen Krieg von 1870 und 1871, als Frankreich Elsass und Lothringen an Deutschland abtreten musste, sprachen zudem militärische Gründe für eine strategische Bahnlinie in Nord-Süd-Richtung entlang des Glans. Vor allem von Preußen wurde sie entschieden verfochten. Ein weiteres Argument für den Bahnbau war, eine möglichst kurze Verbindung zwischen Homburg und Bingen zu schaffen.
Erst gegen Ende des neunzehnten Jahrhunderts gab Bayern seinen Widerstand gegen einen strategischen Bahnbau auf, da sich die deutsch-französischen Beziehungen zwischenzeitlich deutlich verschlechtert hatten. Die Planungen sahen vor, eine Magistrale von Mainz über Bad Münster entlang des Glans unter Mitbenutzung der Kuseler Strecke zwischen Altenglan und Glan-Münchweiler zu errichten. In diesem Zusammenhang wurde die Station zu einem Bahnhof ausgebaut. Neben einem neuen Empfangsgebäude erhielt sie außerdem eine Laderampe sowie ein Ladegleis, dessen Länge insgesamt 163 Meter betrug.

### Weitere Entwicklung
Die Glantalbahn genannte strategische Strecke von Homburg nach Bad Münster wurde am 1. Mai 1904 durchgehend eröffnet; entlang dieser war der Bahnhof eine von insgesamt 26 Unterwegsstationen. 1922 erfolgte die Eingliederung des Bahnhofs in die neu gegründete Reichsbahndirektion Ludwigshafen. Im Zuge deren Auflösung zum 1. Mai 1936 wechselte er in den Zuständigkeitsbereich der Saarbrücker Direktion.
Die Deutsche Bundesbahn gliederte den Bahnhof nach dem Zweiten Weltkrieg in die Bundesbahndirektion Mainz ein, der sie alle Bahnstrecken innerhalb des neu geschaffenen Bundeslandes Rheinland-Pfalz zuteilte. Zum Wechsel in den Sommerfahrplan 1954 wurde der Bahnhof in einen Haltepunkt umgewandelt. 1959 verlor Rehweiler seine Abfertigungsbefugnisse im Expressgut- und Güterverkehr. 1971 gelangte die Strecke im Zuge der Auflösung der Mainzer Direktion erneut in den Zuständigkeitsbereich ihres Saarbrücker Pendants.
Zwischen dem 28. März und dem 19. April 1989 wurde der bislang zweigleisige Streckenabschnitt zwischen Glan-Münchweiler und Altenglan auf ein Gleis zurückgebaut, nachdem der Fahrplan bereits ein Jahr zuvor auf einen eingleisigen Betrieb umgestellt worden war. Seither gibt es im Bahnhof keine Kreuzungsmöglichkeit mehr.
Im Jahr 2000 lag der Bahnhof wie die gesamte Westpfalz zunächst im Westpfalz-Verkehrsverbundes (WVV), ehe dieser sechs Jahre später im Verkehrsverbund Rhein-Neckar (VRN) aufging.

## Bauwerk

### Empfangsgebäude
Das Empfangsgebäude ist zur Gleisseite hin traufständig angeordnet. Es entstand erst mit dem strategischen Bahnbau. Aus diesem Grund unterscheidet es sich optisch von den entsprechenden Gebäuden entlang der Linie Landstuhl – Kusel. Es handelte sich, wie bei vielen anderen entlang der Strecke, um ein Sandsteinbauwerk und lehnt sich somit stilistisch an die Empfangsgebäude an, die auf der Glantalbahn an kleineren Bahnhöfen wie Bedesbach-Patersbach, Elschbach, Erbach, Eschenau, Niederalben-Rathsweiler, Niedereisenbach-Hachenbach, Ulmet und Wiesweiler errichtet wurden. Für den Bahnbetrieb spielt es inzwischen keine Rolle mehr.

### Bahnsteig
| Gleis | Nutzbare Länge | Bahnsteighöhe | Aktuelle Nutzung                                    |
| ----- | -------------- | ------------- | --------------------------------------------------- |
| 1     | 120 m          | 55 cm         | Regionalbahnen in Richtung Kaiserslautern und Kusel |

## Verkehr

### Personenverkehr
Anfangs verkehrten über Rehweiler zwei gemischte Züge und zwei reine Personenzüge. Im ersten Betriebsjahr der Glantalbahn verkehrten zwischen Homburg und Glan-Münchweiler vier Züge in Richtung Bad Münster und vier in Richtung Homburg. Dabei verkehrten nur drei Zugpaare von Homburg nach Bad Münster, die übrigen lediglich zwischen Homburg und Altenglan. Im Jahr 1905 wurden am Bahnhof Glan-Münchweiler insgesamt 9121 Fahrkarten verkauft.
Bereits wenige Jahre später fuhren Züge zwischen Homburg und Kusel, die hauptsächlich den in der Saarregion beschäftigten Bergarbeitern aus der Region um Kusel dienten. Nach dem Zweiten Weltkrieg wurde im Zuge der Abtrennung des heutigen Saarlandes deren Zugang für die einfache Bevölkerung untersagt.
Nach dem Zweiten Weltkrieg hielten in Rehweiler keine Züge mehr, die die gesamte Glantalstrecke befuhren. Demnach bedienten ihn ausschließlich Züge zwischen Kusel und Landstuhl beziehungsweise Kaiserslautern.

#### Aktuelle Verbindungen
| Linie                    | Strecke                                                                       | Taktfrequenz |
| ------------------------ | ----------------------------------------------------------------------------- | ------------ |
| RB 67                    | Kaiserslautern – Landstuhl – Glan-Münchweiler – Rehweiler – Altenglan – Kusel | Stundentakt  |
| Stand: 10. Dezember 2023 |                                                                               |              |

### Güterverkehr
Im Güterverkehr besaß der Bahnhof eine eher untergeordnete Bedeutung. 1905 wurden von ihm insgesamt 187,09 Tonnen Güter empfangen beziehungsweise versandt. Wichtigster Güterkunde vor Ort war der Landhandel Schmitt, der bis Anfang 1991 bedient wurde und über ein Anschlussgleis verfügte.
1920 verkehrte ein Nahgüterzug der Relation Kaiserslautern–Kusel und im Bedarfsfall ein zusätzlicher von Kaiserslautern nach Altenglan. In den letzten Jahren der Güterbedienung wickelten vor Ort nur noch Übergabefahrten das Betriebsgeschehen ab. Inzwischen findet in Rehweiler kein Güterverkehr mehr statt.